# كلتة زمور
كلتة زمور هي جماعة قروية في إقليم بوجدور بجهة العيون الساقية الحمراء،  بالصحراء المغربية، وهي تضم 6393 نسمة، حسب الإحصاء العام للسكان والسكنى لسنة 2014. ويشتغل غالبية سكانها في الرعي، وتعاني منطقة كلتة زمور من مشكل إنتشار الألغام، وقلة التساقطات المطرية. يحدها من الشمال الجماعة القروية لمسيد، ومن الغرب الجماعة القروية اجريفية. ويبعد مركز جماعة كلتة زمور عن العيون بـ 250 كلم. وتعرف المنطقة تواجداً عسكرياً كبيراً للعديد من المنشآت والثكنات العسكرية والجنود، نظراً لتاريخ المنطقة الذي شهد العديد من المناوشات والمعارك مع البوليساريو.

## تاريخ
عرفت منطقة كلتة زمور العديد من المناوشات والمعارك بين المغرب وجبهة البوليساريو، وكانت هذه المعارك شرسة وعنيفة، وتجري غالباً خلال الظلام في الساعات المتأخرة من الليل أو قبل الفجر. وأشهر هذه المعارك هي معركة سنة 1981.
ويرجع تاريخ هذه المعركة إلى 13 أكتوبر 1981، وإنتصرت جبهة البوليساريو في هذه المعركة التي استخدمت فيها معدات حربية جديدة لأول مرة كصواريخ سام 6، و«بي أم بي» وهي مدرعات سريعة قادرة على نقل المشاة بسرعة إلى الخطوط الأمامية لإطلاق النار، بالإضافة إلى دبابات «تي-54» و«تي-55»، ومدرعات «بي تي ار» ومدرعات «كسكافيل»، في الوقت الذي كان فيه المغرب يجهل تماماً وجود هذه المعدات الجديدة لدى جبهة البوليساريو. وبالتالي في هذه المعركة كانت الخسائر فادحة لدى القوات المسلحة الملكية المغربية، التي تم إسقاط العديد من طائراتها في هذه المعركة، طائرة من طراز سي 130 والتي كان يطلق عليها عناصر البوليساريو اسم «الكيشافة»، وطائرة من طراز ميراج إف 1، وطائرة من طراز نورثروب إف-5، ومروحية عسكرية من طراز بوما، وإستشهد العديد من المغاربة بعد قتال عنيف مع عناصر البوليساريو، وهرب بعض من الجنود المغاربة نحو بوكراع، أما الذين بقوا في الميدان، فمنهم من إختار أن ينتحر باستعمال رشاشه ليتفدى الأسر والتعذيب، وآخرون سقطوا أسرى لدى البوليساريو.
بدأت المعركة بعد أن أسقطت البوليساريو طائرة سي 130 التابعة للقوات الملكية الجوية بواسطة صواريخ سام 6، وقد كانت هذه الإشارة كافية لبداية المعركة، حيث شنت مدفعية البوليساريو بي إم-21 غراد الملقبة بـ«أورك ستالين» هجوماً عنيفاً على الجنود المغاربة، الذين هرب الكثير منهم نحو بوكراع بسبب هذه المعدات والآليات التي إستخدمتها البوليساريو لأول مرة في هذه المعركة.
حوالي الساعة الحادية عشر صباحاً، وبعد مرور أكثر من 5 ساعات منذ إسقاط طائرة الإستطلاع سي 130، لم يكن لدى القيادة المركزية في الجيش المغربي أي فكرة عما يجري في كلتة زمور، لهذا قرر الجيش المغربي إرسال طائرتين مقاتلتين، طائرة من طراز نورثروب إف-5، وطائرة من طراز ميراج إف1 أقلعتا من العيون لمعرفة ما يجري، وفور وصول هذه الطائرات لكلتة زمور، أطلق عناصر البوليساريو صواريخ سام 6، والتي أسقطت الطائرة المقاتلة من طراز نورثروب إف-5 ما أدى إلى وفاة الطيار. وفي حدود الرابعة مساءاً كان القتال قد وصل إلى القاعدة العسكرية المغربية الرئيسية الواقعة غرب الكلتة، وقد استمرت المواجهة الشرسة طوال ذلك المساء، لأنه في هذه القاعدة توجد غالبية المدفعية الثقيلة، ومع حلول الظلام كانت هناك وقفة غير سالمة من إطلاق النار المنقطع.
وفي 14 أكتوبر 1981، ثاني أيام هذه المعركة، حلق فوق سماء كلتة زمور سرب جديد من الطائرات المقاتلة المغربية، وأطلق عليها عناصر البوليساريو صاروخ سام 9 وأسقط طائرة من طراز ميراج إف1 وتوفي الطيار لتكون هذه هي الطائرة الثالثة التي يتم تدميرها في أقل من 24 ساعة. وتمكنت وحدات البوليساريو من السيطرة على القاعدة العسكرية المغربية ومقر القيادة وكذلك القبض على الجنود المغاربة والآليات المتواجدة هناك. وفي حوالي الساعة الثالثة زوالاً سيطرت البوليساريو على كلتة زمور بالكامل، وإستضافت مجموعة من الصحفيين الأجانب للتحقيق الميداني حول حجم المعركة. وقد استمرت المناوشات بين البوليساريو والمغرب في هذه المنطقة إلى غاية 29 أكتوبر 1981. وقد إستحوذت البوليساريو في هذه المعركة على كمية كبيرة من الأسلحة والذخيرة والآليات بالإضافة إلى أسر 204 جندي و6 ضباط.
في سنة 1987، أنهت القوات المسلحة الملكية المغربية بناء آخر شطر من الجدار الرملي والذي أصبح طوله 2500 كيلومتر، مما منح المغرب تفوقاً عسكرياً كبيراً. وقد كانت آخر معركة بين البوليساريو والمغرب في أكتوبر 1989، والتي خسرت فيها البوليساريو عددا كبيراً من جنودها بسبب التفوق العسكري للمغرب.
في 6 شتنبر1991 دخل إتفاق وقف إطلاق النار بين المغرب والبوليساريو حيز التنفيذ بعد وساطة من الأمم المتحدة.
في سنة 2007، توفي رئيس الجماعة القروية كلتة زمور محمد خطري ولد الجماني، إثر تعرضه لإنفجار لغم في الحوزة، وقد عُين الخليل ميلد لاحقاً في هذا المنصب وفي نفس السنة.

## السكان
حسب إحصائيات المندوبية السامية للتخطيط:
| السنوات    | 2004 | 2014 |
| ---------- | ---- | ---- |
| عدد السكان | 6740 | 6393 |

## أصل التسمية
تتخذ كلتة زمور شكل مثلث يستقر عند أقصى الجنوب الشرقي من جهة العيون الساقية الحمراء، وهي على شكل ضاية كبرى مقعرة تغمرها مياه الأمطار في الفترات المطيرة، لهذا أطلق عليها السكان المحليين اسم «الكلتة».

## الطرق
ترتبط الجماعة القروية كلتة زمور مع العيون عبر الطريق الوطنية رقم 5 وتبعد عنها بـ 250 كلم، وهي طريق معبدة بالكامل، لكنها تعرف إنقطاعات مستمرة بسبب زحف الكثبان الرملية. أما بوجدور فترتبط معها كلتة زمور عبر الطريق الإقليمية رقم 1402 على طول 247 كلم، منها 28 كلم فقط معبدة.

## الفلاحة
في سنة 2023، تم تدشين الشطر الأول من مشروع التهيئة الهيدرو-فلاحية للمدار السقوي "أوديات تيوس" بجماعة كلتة زمور، وهو مشروع يهم سقي مساحة 250 هكتار من الذرة الكلئية، و يندرج في إطار النموذج التنموي الجديد للأقاليم الجنوبية، ويهدف إلى تثمين مياه الري، وزيادة إنتاج الحليب بحوالي 11 مليون لتر إضافية، وإنتاج 15 ألف طن إضافية من أعلاف الماشية.
ويهم هذا المشروع حفر وتجهيز ستة آبار بعمق 320 متر، وإنشاء ثلاثة صهاريج لتخزين مياه السقي، والتجهيز الداخلي للضيعة الفلاحية بالري الموضعي على مساحة 250 هكتار، بالإضافة إلى استخدام الألواح الكهروضوئية لإنتاج الطاقة المستدامة. كما يضم هذا المشروع بناء وتجهيز محطة للضخ والتصفية والتسميد، وبناء ورشة عمل، وتهيئة المسالك الداخلية والسياج الخارجي، وكذا التهيئة الهيدرو-فلاحية لري أشجار الطلح (مصدات الرياح).
مشروع التهيئة الهيدرو-فلاحية للمدار السقوي "أوديات تيوس" سيرفع من استقلالية إنتاج الأعلاف بالنسبة لتعاونية حليب الساقية الحمراء إلى حوالي 70 في المئة، نظراً لكون المحصول العلفي ضروري لإنتاج الحليب.